# Агатівкові
Агатівкові (Cochlicopidae) — таксономічна родина дрібних наземних легеневих черевоногих молюсків, що дихають повітрям, наземних молюсків надродини Pupilloidea.

## Анатомія
У цій родині кількість гаплоїдних хромосом становить від 26 до 30.

## Роди
Родина Cochlicopidae включає такі роди:
підродина Cochlicopinae
- Cochlicopa Férussac, 1821

підродина Azecinae
- Azeca(інші мови) Fleming, 1828
- Cryptazeca(інші мови) Folin & Bérillon, 1877
- Hypnophila(інші мови) Bourguignat, 1858